# Charles Robberts Swart
Charles Robberts Swart, född 5 december 1894 i Winburg, Oranjefristaten, död 16 juli 1982 i Bloemfontein, Oranjefristaten, var en sydafrikansk politiker (nationalist). 
Född till en boerfamilj i Oranjefristaten, då en självständig republik, som son till Hermanus Swart och Catharina Robberts. Med sin mor och sina fem syskon fördes Swart med stora delar av sin familj till koncentrationsläger efter krigsutbrottet 1899. Hans yngre bror omkom, men Charles överlevde och frigavs sedan fadern sårats tillfångatagits efter general Piet Cronjés kapitulation vid Paardeberg. Swarts juridiska bana började efter skolgången i Winburg, då han gick vidare och läste juridik vid Grey College i Bloemfontein (numera University of Free State), och migrerade kortvarigt till USA, där han studerade journalism vid Columbia University och kortvarigt försörjde sig som stumfilmsskådespelare i det då begynnande Hollywood. Från 1919 var han verksam som advokat i Bloemfontein. 
Swart invaldes i den nya staten Sydafrikas underhus som nationalist 1923 för valkretsen Ladybrand. I parlamentet tillhörde han de ledamöter som hårdmält drev boernas intressen, och ställde öppet krav på republik och separation från Storbritannien, men fick aldrig en ministerpost. Efter sammanslagningen med oppositionella, probrittiska SAP till United Party hörde han till de 18 ledamöter som under Daniel Malans ledning lämnade partiet 1934 sedan NP:s ledare James Hertzog enats med Jan Smuts om en samlingsregering. Swart förlorade omvalet till Ladybrand 1938 men blev ordförande för det nya Nationalistpartiet i Oranjefristaten och återvaldes för det nya HNP, sedan Hertzog och Malan försonats, i ett fyllnadsval 1941. Inom Nationalistpartiet drev han krav på republik och brytning med det brittiska inflytandet. 
Efter valsegern 1948, då en afrikaanerkoalition mellan Malan och Nicolaas Havenga besegrat Smuts, intog Swart rollen som justitieminister. Som högste juridiske ansvarige för den av Malan lanserade apartheidpolitiken drev han igenom ett flertal lagförslag om hårdare poliskontroll och illegaliserade Sydafrikanska kommunistpartiet 1950. 1950-talet präglades av ett flertal tvister kring landets färgade befolkning och dessas rösträtt särskilt i Kapprovinsen. Högsta Domstolen ställde sig på rösträttsförespråkarnas sida, vilket Swart och Malan kreativt kringgick genom att ändra senatens sammansättning i syfte att kontrollera domstolen. Detta blev början på en politisering av landets rättsväsende som från 1960-talet kom att ta sig absurda och starkt auktoritära proportioner. Samtidigt tilltog ett begynnande motstånd från den svarta utomparlamentariska oppositionen, koncentrerad till de två rörelserna ANC och PAC, som kriminaliserades 1960. 1956 inleddes den fem år långa Treason Trial mot ett flertal motståndare, som fem år senare mynnade ut i frikännande. 1959 avgick Swart som justitieminister och utsågs på premiärminister Hendrik Verwoerds inrådan till generalguvernör, varpå han valdes av det nationalistkontrollerade parlamentet till landets förste president då premiärminister Verwoerd genomdrivit republik 1961. Swart blev därmed Sydafrikas förste inhemske statschef. Han nedlade presidentämbetet vid sin pension 1967. T. E. Dönges, som valts att efterträda honom, insjuknade i en stroke före invigningsceremonin, varför Swart överlämnade ämbetet till senatens talman Jozua François Naudé, som senare valdes och avled följande år. Swart överlevde samtliga sina efterträdare fram till den sittande Marais Viljoen vid Swarts död 1982. Han dekorerades av president Fouché 1980 och förärades med en byggnad, tillhörande Free State University, som är den högsta i Bloemfonstein; den döptes dock efter protester om efter Fidel Castro 2015.